# American Gothic (série télévisée, 2016)
Pour les articles homonymes, voir American Gothic.
American Gothic est une série télévisée américaine en treize épisodes de 42 minutes créée par Corinne Brinkerhoff et diffusée entre le 22 juin et le 7 septembre 2016 sur le réseau CBS et en simultané sur le réseau Global au Canada.
En France, la série est disponible en intégralité le 2 décembre 2019 sur 6 Play. En Belgique, American Gothic est diffusée sur RTLPlay depuis le 11 octobre 2019.

## Synopsis
La famille Hawthorne est une puissante et influente famille de Boston. Alors que la fille aînée prépare sa campagne pour devenir maire d’une grande ville américaine, une sombre affaire refait surface : celle d'un tueur en série qui terrorisa la ville il y a plus de dix ans. Le retour surprise de Garrett, l’un des fils parti depuis longtemps, ainsi que les soupçons qui vont s'abattre sur Mitchell Hawthorne, le patriarche, placeront la famille dans une situation de doute : l'un d'entre eux serait-il le tueur en série ?

## Distribution

### Acteurs principaux
- Juliet Rylance (VF : Marie-Eve Dufresne) : Alison Hawthorne-Price
- Antony Starr (VF : Jérémie Covillault) : Garrett Hawthorne
- Virginia Madsen (VF : Martine Irzenski) : Madeline Hawthorne
- Justin Chatwin (VF : Franck Lorrain) : Cam Hawthorne
- Megan Ketch (en) (VF : Sylvie Jacob) : Tessa Ross
- Elliot Knight (VF : Pascal Nowak) : Brady Ross
- Stephanie Leonidas (VF : Karine Foviau) : Sophie Hawthorne
- Gabriel Bateman (VF : Aloïs Agaësse) : Jack Hawthorne

### Acteurs récurrents
- Deirdre Lovejoy (VF : Magali Barney) : détective Linda Cutter (9 épisodes)
- Maureen Sebastian (VF : Marie-Eugénie Maréchal) : Naomi Flynn (9 épisodes)
- Dylan Bruce (VF : Sylvain Agaësse) : Tom Price (7 épisodes)
- Catalina Sandino Moreno (VF : Marie Diot) : Christina Morales (6 épisodes)
- Teresa Pavlinek (en) (VF : Cathy Diraison) : Dana (6 épisodes)
- Sarah Power (VF : Chloé Berthier) : Jennifer Windham (5 épisodes)
- Natalie Prinzen-Klages (VF : Bianca Tomassian) : Harper Hawthorne-Price (5 épisodes)
- Nora Prinzen-Klages (VF : Bianca Tomassian) : Violet Hawthorne-Price (5 épisodes)
- Enrico Colantoni (VF : Thierry Kazazian) : Mayor Billy Conley (5 épisodes)
- Lorna Wilson (VF : Denise Metmer) : Phyllis Krittenhauser (5 épisodes)
- Richard Fitzpatrick : Lieutenant Craft (4 épisodes)

### Invités
- Jamey Sheridan (VF : Philippe Catoire) : Mitchell Hawthorne (épisodes 1, 5 et 11)
- Nneka Elliott : News Reporter #1 (épisodes 1 et 13)
- Aidan Devine (VF : Michel Dodane) : Gunther Holzman (épisodes 2 à 4)
- Meghan Heffern : Kerry Treadwell (épisode 2)
- Kim Roberts : Hospital Administrator (épisode 2)
- Lara Jean Chorostecki (VF : Valérie Nosrée) : Molly (épisode 3)
- Ellora Patnaik (VF : Laura Zichy) : Dr Donna Stanhope (épisode 3)
- Stephen Gostkowski : lui-même (épisode 3)
- Noah Danby (en) (VF : Cédric Ingard) : Link (épisode 4)
- Lin Shaye (VF : Cathy Cerdà) : Lila (épisode 5)
- Joseph Motiki (en) : I.T. Expert (épisode 5)
- Matt Gordon (en) (VF : Jerome Wiggins) : Porter (épisode 7)
- Bethany Joy Lenz (VF : Pamela Ravassard) : April (épisodes 8, 10 et 13)
- Clare Coulter : Ramona Canby (épisode 8)
- Richard Waugh (en) : Camp Director (épisode 8)
- Nicole Stamp : Urgent Care Receptionist (épisode 8)
- Glenda Braganza (en) : Darcy Campano (épisodes 9 et 10)
- M. C. Gainey : Al Jenkins (épisode 9)
- Dan Duran (en) (VF : Michel Laroussi) : News Anchor (épisode 9)
- Ola Sturik (en) : News Anchor (épisode 10)
- Yancey Arias (VF : Constantin Pappas) : Dave Morales (épisode 11)
- Mark Taylor (en) (VF : Yann Guillemot) : Officer Petrilla (épisode 12)
- Mary Ashton (VF : Julie Dumas) : C.J. Reed (épisode 12)
- Boyd Banks (VF : Michel Laroussi) : Thurmon (épisode 13)

- Version française
  - Société de doublage : Dubbing Brothers[4]
  - Direction artistique : Danielle Bachelet

 Source et légende : version française (VF) sur RS Doublage et DSD

## Production

### Développement
Le 6 novembre 2014, CBS annonce l'acquisition du projet de série avec Corinne Brinkerhoff et la société de Steven Spielberg qui sont chargés du développement.
Le 9 octobre 2015, CBS annonce avoir commandé treize épisodes de la série pour une diffusion à l'été 2016,.
Le 17 mars 2016, le réseau CBS annonce la date de lancement de la série au 22 juin 2016.
Le 17 octobre 2016, la série est annulée.

### Casting
L'annonce du casting a débuté le 7 décembre 2015, avec les arrivées de Justin Chatwin et de Megan Ketch (en) dans les rôles respectifs de Cam Hawthorne et Tessa Hawthorne.
Le 7 janvier 2016, Antony Starr (notamment vu dans Banshee) rejoint la série dans le rôle de Garrett.
Le 19 janvier 2016, Stephanie Leonidas, Juliet Rylance et Gabriel Bateman rejoignent la série.
Le 27 janvier 2016, Virginia Madsen est annoncée au sein de la distribution principale dans le rôle de Madeline.
Finalement le 10 février 2016, Elliot Knight décroche le rôle de Brady.
À la fin juin, Bethany Joy Lenz décroche un rôle pour trois épisodes.

## Épisodes
| №  | Titre                                                         | Réalisation            | Scénario                               | Première diffusion | Audience (millions) |
| -- | ------------------------------------------------------------- | ---------------------- | -------------------------------------- | ------------------ | ------------------- |
| 1  | Le Tueur aux cloches d'argent (Arrangement in Grey and Black) | Matt Shakman           | Corinne Brinkerhoff (en)               | 22 juin 2016       | 3,43                |
| 2  | Éloges funèbres (Jack-in-the-Pulpit)                          | Greg Beeman            | Corinne Brinkerhoff                    | 29 juin 2016       | 3,58                |
| 3  | Thérapie familiale (Nighthawks)                               | David Straiton (en)    | Meredith Averill (en)                  | 6 juillet 2016     | 3,08                |
| 4  | Dommages collatéraux (Christina's World)                      | P. J. Pesce (en)       | Lawrence Broch                         | 13 juillet 2016    | 2,77                |
| 5  | The Artist in His Museum                                      | Hanelle Culpepper (en) | Lauren MacKenzie et Andrew Gettens     | 20 juillet 2016    | 2,44                |
| 6  | The Chess Players                                             | Ed Ornelas             | Allen MacDonald                        | 27 juillet 2016    | 2,36                |
| 7  | The Gross Clinic                                              | Steph Green            | Aaron Fullerton                        | 3 août 2016        | 2,51                |
| 8  | Kindred Spirits                                               | Lexi Alexander         | Deidre Shaw                            | 10 août 2016       | 2,38                |
| 9  | The Oxbow                                                     | Douglas Aarniokoski    | Lawrence Broch                         | 17 août 2016       | 2,37                |
| 10 | The Veteran in a New Field                                    | David Barrett          | Aaron Fullerton                        | 24 août 2016       | 2,57                |
| 11 | Freedom from Fear                                             | Jet Wilkinson          | Andrew Gettens et Lauren MacKenzie     | 31 août 2016       | 2,51                |
| 12 | Madame X                                                      | Ed Ornelas             | Allen MacDonald et Lauren Goodman      | 7 septembre 2016   | 2,55                |
| 13 | Whistler's Mother                                             | Greg Beeman            | Corinne Brinkerhoff et Aaron Fullerton | 7 septembre 2016   | 2,55                |

## Accueil
Au Canada, le pilote n'a été vu que par 726 000 téléspectateurs. Les audiences des épisodes suivants n'ont pas atteint le top 30 des émissions les plus regardées d'après la firme Numeris.